# Treppe aufwärts
Treppe aufwärts ist ein deutsches Filmdrama aus dem Jahr 2015 und das Spielfilmdebüt der Regisseurin Mia Maariel Meyer. Der Film feierte am 22. Oktober 2015 seine Uraufführung auf den Hofer Filmtagen und kam am 21. April 2016 in die deutschen Kinos.

## Handlung
Der Zocker Adam, der in Spielhallen Automaten knackt, um die Schulden seines spielsüchtigen, demenzkranken und im baufälligen Familienhaus wohnenden Vaters zu bezahlen, wird mit seinem 16-jährigen Sohn Ben konfrontiert. Dieser wollte vorher mit seinem Vater nichts zu tun haben. Der Junge ist nun von der Schule geflogen, von seiner Mutter abgehauen und benötigt Geld. Ben gerät an den Lizenzen zur Automaten-Manipulation verkaufenden Bardo. Dieser nimmt den Jungen unter seine Fittiche. Doch während Ben dadurch mehr über seine Familiengeschichte erfährt, möchte sein Vater Adam nicht, dass er auf die schiefe Bahn gerät.

## Produktion
Die Produktion von Treppe aufwärts wurde unter anderem über die Crowdfunding-Website Startnext finanziert. Der Film entstand ohne Filmförderung und Unterstützung durch Fernsehsender.

## Kritik
Michael Wopperer vom Bayerischen Rundfunk lobt die Machart des Films: „Was im deutschen Fernseheinerlei zu einem belehrenden Sozialdrama führen würde, wird in „Treppe aufwärts“ zu einer harten, authentischen Alltagsbeobachtung, die keine einfachen Lösungen bereithält.“ Die Regisseurin erzähle „ihre Geschichte unspektakulär und unsentimental“ und sie schaue „der Entwicklung ihrer Figuren einfach zu“ und lasse „den Zuschauer seine eigenen Schlüsse ziehen.“ „Statt ihre Problematik zu Tode zu erklären“, zeige Mia Maariel Meyer „einfach, was passiert, wenn Menschen in eine soziale und persönliche Abwärtsspirale geraten – das ist unbequem und unheimlich spannend anzuschauen. Davon wünscht man sich mehr im deutschen Kino.“